# Majur (Šabac)
Pour les articles homonymes, voir Majur.
Majur (en serbe cyrillique : Мајур) est une localité de Serbie située sur le territoire de la ville de Šabac, district de Mačva. Au recensement de 2011, elle comptait 7 046 habitants.
Majur est officiellement classé parmi les villages de Serbie.

## Démographie

### Évolution historique de la population
| 1948  | 1953  | 1961  | 1971  | 1981  | 1991  | 2002  | 2011  |
| ----- | ----- | ----- | ----- | ----- | ----- | ----- | ----- |
| 1 802 | 2 009 | 2 550 | 3 776 | 5 000 | 6 140 | 6 854 | 7 046 |

|  |